# 베라니카 찹칼라
베라니카 발레리예우나 찹칼라(벨라루스어: Вераніка Валер’еўна Цапкала) 또는 베로니카 발레리예브나 쳅칼로(러시아어: Вероника Валерьевна Цепкало, 1972년 9월 7일 ~ )는 벨라루스의 정치 운동가이다.

## 생애
1972년 9월 7일 벨라루스 소비에트 사회주의 공화국 마힐료우에서 태어났다. 베리나카 찹칼라의 할아버지 표트르 파울라비치 샤스체리코우는 작가로, 마힐료우에 그를 기념하기 위해 이름을 딴 거리가 있다.
1998년 찹칼라는 벨라루스 국립대학교에서 국제관계학부를 졸업하였다. 2004년부터 2007년까지는 벨라루스 국립경제대학교 경영과 사업에 대해 공부하였다. 2008년에는 인도 하이데라바드의 국립 중소기업 연구소에서 공부하였다.
찹칼라는 마이크로소프트 독립국가연합지부에서 경영 발달 관리인으로 일했다.

## 정치적 행보
2020년 베라니카의 남편인 발레리 찹칼라가 2020년 벨라루스 대통령 선거 출마를 선언했다. 베라니카는 남편과 동행하였다. 2020년 7월 14일 발레리의 후보 등록이 거부당했다. 이후 스뱌틀라나 치하노우스카야, 발레리 찹칼라, 빅타르 바바리카 세 벨라루스의 반체제 후보들이 모여 치하노우스카야로 단일화를 했다. 발리레와 아이들은 안전상의 문제로 해외로 망명했고, 베라니카가 치하노우스카야 선거운동에서 남편 발레리를 대표하는 역할을 하였다. 벨라루스 정부는 찹칼라 가족의 아이들이 공부하던 학교에서 정보를 수집하는 등 베라니카에게 지속적으로 압력을 가했다.
2020년 6월 30일 민스크에서 베라니카는 그 당시 위독한 상태였던 어머니에 대한 형사 사건 관련 가짜뉴스와 자신의 가족에 대해 언급하였다. 정치적 박해로 인해 자유를 박탈당할 것을 우려한 찹칼라는 2020년 벨라루스 대통령 선거 하루 전 망명하였고, 모스크바에서 남편과 재회하였다. 투표는 모스크바에 있는 주러시아 벨라루스 대사관에서 하였다.
벨라루스 대통령 알렉산드르 루카셴코는 부정선거 의혹에도 불구하고 대선 승리를 선언했다. 찹칼라는 다른 국가들에게 치하노우스카야를 벨라루스의 합법적 대통령 당선자로 인정해 줄 것을 호소하였다.
2020년 8월 19일, 찹칼라 가족이 폴란드에 있는 것으로 확인되었다. 9월 8일에는 찹칼라가 우크라이나에 체류중인 것으로 확인되었다.